# Bituberochernes jonensis
Bituberochernes jonensis är en spindeldjursart som beskrevs av William B. Muchmore 1979. Bituberochernes jonensis ingår i släktet Bituberochernes och familjen blindklokrypare. Inga underarter finns listade.